# Rörsmyg
Rörsmyg (Limnornis curvirostris) är en fågel i familjen ugnfåglar inom ordningen tättingar.

## Utseende och läte
Rörsmygen är en udda gärdsmygslik fågel med kanelbrun rygg och vit undersida. Den har vidare ett vitt ögonbrynsstreck och en tydligt nedåtböjd näbb. Sången består av en snabb serie hårda stigande toner som faller på slutet.

## Utbredning och systematik
Fågeln förekommer i sydligaste Brasilien, södra Uruguay och östra Argentina. Den placeras som enda art i släktet Limnornis. 

## Levnadssätt
Rörsmygen hittas i våtmarker med utbredda vassbälten. Där ses den födosöka enstaka.

## Status
Arten har ett stort utbredningsområde och beståndet anses vara stabilt. Internationella naturvårdsunionen IUCN listar den därför som livskraftig (LC).